# Ohad Naharin
Ohad Naharin (Mizra, 22 juni 1952) is een Israëlisch danser en choreograaf. Hij was artistiek directeur van Batsheva Dance Company van 1990 tot 2018. Naharin is de bedenker van een unieke pedagogiek of bewegingstaal, genaamd 'Gaga'.

## Biografie
Ohad Naharin werd geboren in een artistiek gezin in een kiboets in het noorden van Israël. Hij begon zijn dansopleiding pas in 1974 bij de Batsheva Dance Company in Tel Aviv, in de tijd dat Martha Graham daar nog artistiek leider was. Op aanraden van Graham vervolgde hij zijn opleiding in New York, eerst aan de School of American Ballet, daarna aan de Juilliard School en met de danspedagogen Maggie Black en David Howard. Hij danste onder andere bij het Israëlische Bat-Dor Dance Company en het Belgische Ballet du XXe siècle van Maurice Béjart.
Naharins eerste choreografieën ontstonden begin jaren tachtig in de VS. In 1987 nodigde het Nederlands Dans Theater als eerste Europese dansgezelschap hem uit als gastchoreograaf. Met zijn eerste vrouw Mari Kajiwara richtte hij omstreeks 1980 de Ohad Naharin Dance Company op, die tot 1990 bestond. Kajiwara overleed in 2001 aan kanker. Naharin hertrouwde met de Batsheva-danseres en kostuumontwerpster Eri Nakamura en heeft met haar een dochter.

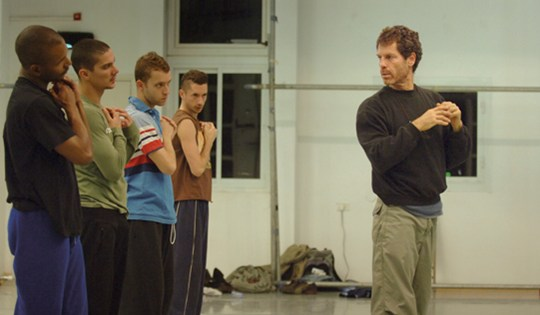
Ohad Naharin geeft dansles (2009)

In 1990 werd hij artistiek directeur van de Batsheva Dance Company. Na zijn vertrek in 2018, bleef hij als vaste choreograaf aan het gezelschap verbonden. Naharin componeerde onder het pseudoniem Maxim Waratt de muziek voor het stuk MAX (2007) en deed verder de editing en soundmix voor Mamootot (2003), Hora (2009), Sadeh21 (2011) en The Hole (2013). Ook ontwierp hij voor verschillende voorstellingen de kostuums en soms het decor. Daarnaast ontwikkelde hij de Gaga-bewegingstaal, die wordt onderwezen door een team van gediplomeerde trainers aan vele opleidingen over de hele wereld.
In 1998 werd hij geëerd met de Franse Ordre des Arts et des Lettres. Hij ontving de Israëlprijs voor dans in 2005 en een viertal eredoctoraten.
In 2007 maakte de Israëlische regisseur Tomer Heymann de documentaire Out of focus. De cameraman begeleidde Naharin vijf dagen lang terwijl hij samenwerkte met het New Yorkse Cedar Lake Contemporary Ballet. In 2014 begon de productie van de door crowdfunding gefinancierde film Mr. Gaga over het leven van Ohad Naharin en zijn Gaga-pedagogiek. De film ging eind 2015 in première op het Jerusalem Film Festival.
Zijn werken worden uitgevoerd door tal van toonaangevende ensembles, waaronder Nederlands Dans Theater, Rambert Dance Company, Cullberg Ballet, Koninklijk Deens Ballet, Fins Nationaal Ballet, Ballett Frankfurt, Bayerisches Staatsballett, Ballet du Grand Théâtre de Genève, Ballet de l'Opéra de Paris, Lyon Opéra Ballet, Compañía Nacional de Danza, Alvin Ailey American Dance Theatre, Cedar Lake Contemporary Ballet, Hubbard Street Dance Chicago, Les Grands Ballets Canadiens en Sydney Dance Company.

## Prijzen, eerbewijzen
- 1998: Chevalier des Arts et des Lettres (Frankrijk)[2]
- 2002: New York Dance and Performance Award ("Bessie") voor Virus[2]
- 2003: New York Dance and Performance Award ("Bessie") voor Anaphaza[2]
- 2004: Eredoctoraat van het Weizmann Institute of Science
- 2005: Israëlprijs voor dans
- 2008: Eredoctoraat van de Hebreeuwse Universiteit van Jeruzalem[2]
- 2009: EMET-prijs voor cultuur en kunst[2]
- 2009: Samuel H. Scripps / American Dance Festival Lifetime Achievement Award[2]
- 2009: Dance Magazine Award[2]
- 2013: Eredoctoraat Juilliard School[2]
- 2019: Eredoctoraat van Ben-Gurion Universiteit van de Negev
- 2023: Commandeur des Arts et Lettres

## Werken (selectie)
- 1981: Hero No Umi (voor Batsheva Dance Company)
- 1981: Something in Common (voor Batsheva Dance Company)
- 1981: Intermediate (voor Batsheva Dance Company)
- 1983: Innostress, op muziek van David Byrne en Brian Eno (voor Batsheva Dance Company; in 1989 uitgevoerd door NDT 2)[3][4]
- 1985: Black Milk (voor Kibbutz Contemporary Dance Company; in 1992 uitgevoerd door NDT 1)[4]
- 1986: Tabula Rasa, op muziek van Arvo Pärt (voor Pittsburgh Ballet Theater; tevens uitgevoerd door Ohad Naharin Dance Company, o.a. in 1987 op Holland Dance Festival (Den Haag); in 1988 uitgevoerd door NDT 1)[4][5]
- 1987: Chameleon Dances (voor NDT 1)[4]
- 1989: Queens of Golub / King of Wara, op muziek van Arvo Pärt (voor NDT 1)[4][6]
- 1989: Passomezzo, duet (voor NDT 2)[4][7]
- 1989: Arbos, op muziek van Arvo Pärt (wereldpremière Sydney Dance Company; in 1996 uitgevoerd door NDT 1)[4][8]
- 1990: Kyr / Wall (voor Batsheva Dance Company; in 1992 en 1995 uitgevoerd door NDT 1)[4]
- 1991: Sinking of the Titanic, muziek van Gavin Bryars (voor NDT)[4][9]
- 1992: Mabul / Flood, duet (voor Batsheva Dance Company; in 1998 uitgevoerd door NDT 1)[4][10]
- 1992: Off White, op muziek van Johann Strauss jr., gearrangeerd door Arnold Schönberg (voor NDT 3)[4][11]
- 1992: Perpetuum, op muziek van Johann Strauss jr. (wereldpremière bij het Ballet du Grand Théâtre de Génève; in 1993 uitgevoerd door NDT 1)[4]
- 1993: Anaphaza (voor Batsheva Dance Company; een deel van het ballet werd in 1995 uitgevoerd door Introdans als Anaphase)[4]
- 1995: Kaamos, op muziek van Ivri Lider (in opdracht van NDT 1)[4]
- 1995: Z/na, openingsvoorstelling Israel Festival 1995, met daarin opgenomen Kaamos (in 2003 uitgevoerd door NDT 1)[4][12]
- 1997: Yag (voor Batsheva Dance Company)
- 1997: Diapason / Sabotage Baby, muziek door Peter Zegveld en Thijs van der Poll (coproductie Orkater, NDT 1 en Batsheva Dance Company)[4]
- 1997: Two Short Stories, solodans op muziek van Arvo Pärt ( voor Sabine Kupferberg / NDT 3)[4][13]
- 1999: Quantities (voor Batsheva Dance Company)
- 1999: Moshe, trio
- 1999: Minus 16, voor 16 dansers (gecreëerd voor NDT 2; première Lucent Danstheater, 11 november 1999)[1][4]
- 2000: Dance Minute (voor Batsheva Dance Company)
- 2000: Decadence / Deca Dance, avondvullend programma met fragmenten uit 10 dansstukken van Naharin
- 2001: Virus (voor Batsheva Dance Company; in 2003 te zien in Het Muziektheater Amsterdam)[4]
- 2003: Kamuyot / Quantities (voor Batsheva Dance Company)
- 2003: Mamootot / Mammoths (voor Batsheva Dance Company; in 2005 uitgevoerd in het atrium van het Stadhuis van Den Haag)[4]
- 2005: Three (voor Batsheva Dance Company)
- 2006: Telophase (voor Batsheva Dance Company)
- 2006: George & Zalman, kwintet op muziek van Arvo Pärt en teksten van Charles Bukowski (in 2020 uitgevoerd door NDT 2)[4]
- 2007: MAX (voor Batsheva Dance Company)
- 2007: Spit, op muziek van Habib Alla Jamal (in 2007 uitgevoerd door NDT 2)[4][14]
- 2008: B/olero[12]
- 2008: Project 5, compilatie van eerder werk
- 2009: Hora / Parent (voor Batsheva Dance Company)
- 2011: Sadeh21 / Field 21 (voor Batsheva Dance Company)
- 2011: Session (voor Batsheva Dance Company)
- 2012?: Decale, variant op Decadence (2000), speciaal voor jong publiek
- 2012: Secus, onderdeel van Three uit 2005 (in 2012 uitgevoerd door NDT 1)[4]
- 2013: Hachor / The Hole (in 2018 uitgevoerd door NDT 1)[4]
- 2015: Last Work (voor Batsheva Dance Company)
- 2017: Venezuela (voor Batsheva Dance Company)
- 2017: East, avondvullend programma i.s.m. Akram Khan en Sidi Larbi Cherkaoui  (uitgevoerd door Opera Ballet Vlaanderen m.m.v. HERMESensemble en twee koren)[15][16]
- 2019: 2019 (voor Batsheva Dance Company)
- 2023: Momo (voor Batsheva Dance Company)
- 2024: FURO (voor Batsheva Dance Company)